# Phalaenopsis gigantea
Espèce
Phalaenopsis gigantea est une espèce de plantes à fleurs de la famille des Orchidaceae (les orchidées) et du genre Phalaenopsis originaire de Bornéo.

## Description
P. gigantea est l'espèce la plus grande de son genre avec des feuilles d'un vert bleuté pouvant faire plus de 50 cm de long et près de 20 cm de large. Cette espèce fleurit principalement en été et en automne, avec des fleurs faisant entre 3 et 7 cm, souvent marque de grenat sur fond crème, sur des hampes florales faisant entre 15 et 40 cm de long. Elles sont légèrement parfumées.

## Répartition géographique
P. gigantea est une espèce d'orchidées épiphytes poussant entre 0 et 400 m d'altitude, dans les forêts chaudes et humides de Bornéo.